# Partidul Liberal-Democrat (1885–1890)
Partidul Liberal-Democrat (PL-D) a fost un partid politic românesc condus de omul politic liberal Dumitru Brătianu, fratele lui Ion C. Brătianu, care a existat în perioada 8 noiembrie 1885–24 martie 1890, când s-a unit cu Partidul Național Liberal (PNL).